# خربه نیصاف
خربه نیصاف (به عربی: خربة نیصاف) یک روستا در سوریه است که در ناحیه عوج واقع شده‌است. خربه نیصاف ۵۰ نفر جمعیت دارد.